# Friedrich Christian Diez

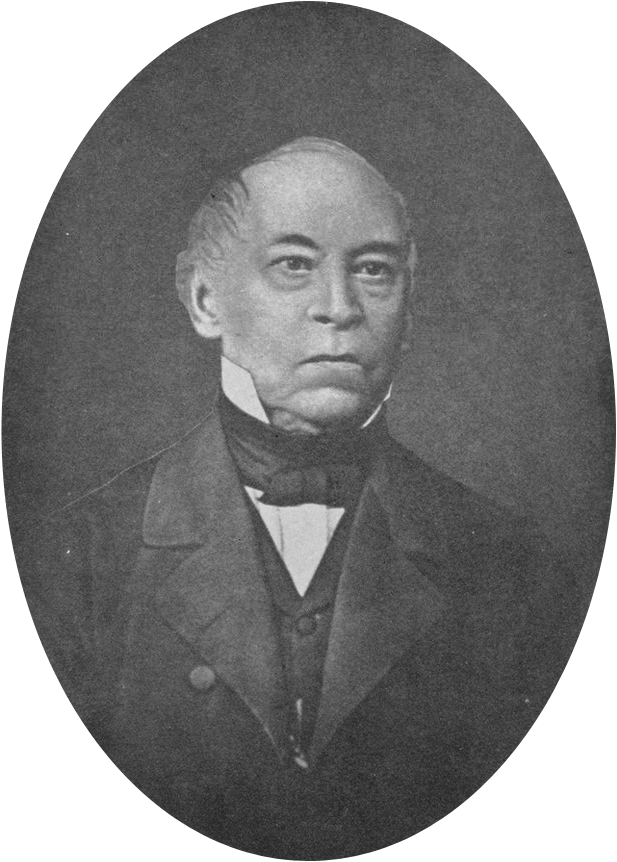
Friedrich Christian Diez

Friedrich Christian Diez (Gießen, 15 maart 1794 - Bonn, 29 mei 1876) was de grondlegger van de romanistiek, de wetenschappelijke bestudering van de romaanse talen.

## Leven
Een belangrijke rol in Diez' leven speelde de klassiek filoloog en archeoloog Friedrich Gottlieb Welcker. Het was bij hem dat Diez vanaf 1809 aan het Gießener Pädagogium Italiaans had gestudeerd. Hij volgde Welcker toen deze in 1816 aan de universiteit van Göttingen benoemd was. Vervolgens was het op voorspraak van Welcker dat Diez in november 1821 naar Bonn gehaald werd als lector. (Voordien had hij twee jaar de kost verdiend als huisleraar te Utrecht). In 1823 werd hij benoemd tot buitengewoon hoogleraar in Bonn, ook weer op voorspraak van Welcker, maar nu ook gesteund door A.W. Schlegel; in 1830 werd Diez gewoon hoogleraar.
In 1818 had Diez ontmoetingen met zowel Goethe als A.W. Schlegel; men gaat ervan uit dat deze ontmoetingen hem hebben aangezet zich meer specifiek bezig te houden met provençaalse poëzie (Diez doceerde ook Germanistiek, en vertaalde o.a. natuurkundige werken uit het Zweeds, als broodwinning).
Diez was aanvankelijk meer geïnteresseerd in de literatuur dan de talen, maar later verlegde zijn belangstelling zich naar de talen. Dit vond zijn weerslag in zijn bekendste werken: de Grammatik der romanischen Sprachen uit 1836, waarin hij de nieuw verworven inzichten op het gebied van de historische taalkunde toepaste op de romaanse talen; en het Etymologisches Wörterbuch der romanischen Sprachen uit 1853. Het baanbrekende aan dit laatste werk was dat hij als eerste het Vulgairlatijn als uitgangspunt nam.
Te Bonn behoorden tot zijn leerlingen onder andere Hugo Schuchardt en Gaston Paris. 
Friedrich Diez is op 31 mei 1866 opgenomen als lid van de orde Pour le Mérite.

## Publicaties
- 1821: Altspanische Romanzen. Besonders vom Cid und Kaiser Karls Paladinen. Bevat Duitse vertalingen van Diez.
- 1825: Über die Minnehöfe. Beiträge zur Kenntnis der romantischen Poesie.
- 1826: Die Poesie der Troubadours.
- 1829: Leben und Werke der Troubadours: Ein Beitrag zur nähern Kenntniss des Mittelalters.
- 1836: Grammatik der romanischen Sprachen Deel I.
- 1838: Grammatik der romanischen Sprachen Deel II.
- 1844: Grammatik der romanischen Sprachen. Derde deel.
- 1846: Altromanische Sprachdenkmale berichtigt und erklärt.
- 1853: Etymologisches Wörterbuch der romanischen Sprachen.
- 1863: Über portugiesische Kunst- und Hofpoesie.
- 1875: Romanische Wortschöpfung.
- 1883: Kleinere Arbeiten und Rezensionen. Postuum uitgegeven door Hermann Breymann.

## Bron
- Udo Schöning: Friedrich Diez als Übersetzer der Trobadors (1993), ISBN 3-8233-4085-9.